# Tajmyrskij rajon
Il Tajmyrskij rajon (anche Tajmyrskij Dolgano-Neneckij municipal'nyj rajon) è un distretto municipale del Territorio di Krasnojarsk, nella Russia siberiana settentrionale; il capoluogo è la cittadina di Dudinka.
Il territorio del rajon è coestensivo con l'ex Circondario Autonomo del Tajmyr, già unità amministrativa autonoma nell'ambito del Territorio di Krasnojarsk e in questo assorbita nel 2007.